# Crossen (Zwickau)

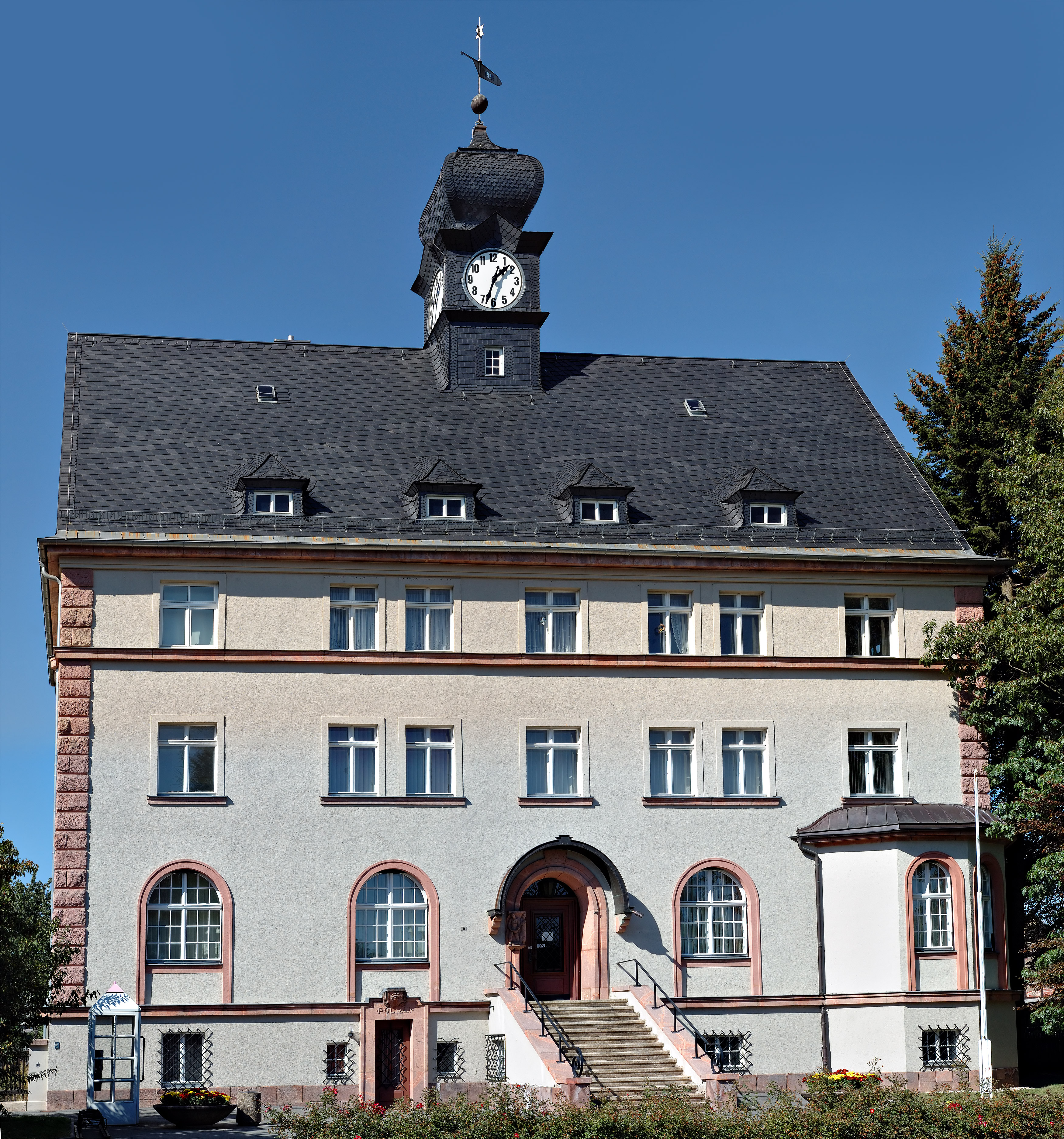
Rathaus

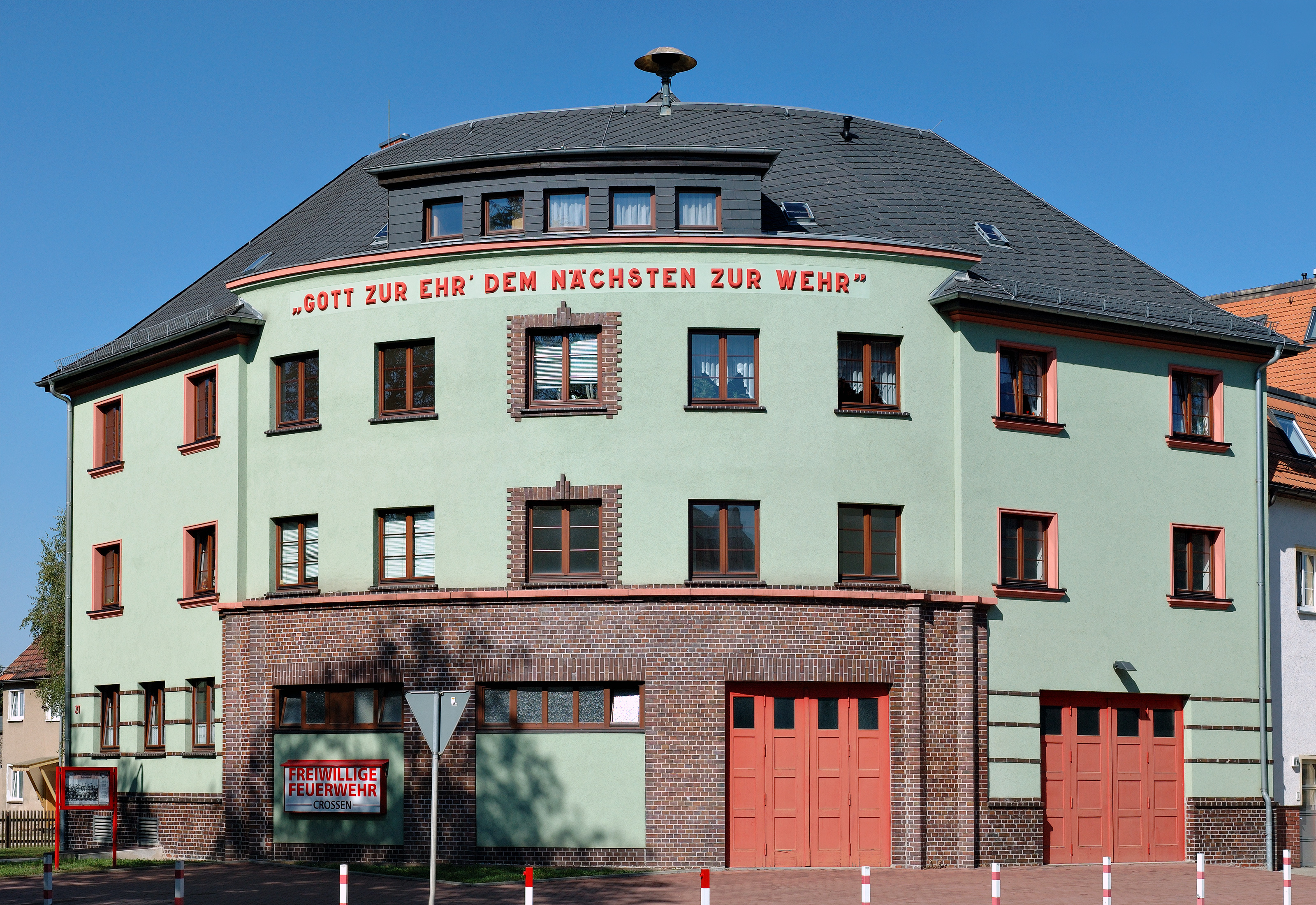
Feuerwehrhaus

Crossen ist seit dem 1. Oktober 1996 ein Stadtteil von Zwickau, das seit 2008 Kreisstadt des Landkreises Zwickau im Freistaat Sachsen ist. Es kam gemeinsam mit dem 1994 nach Crossen eingemeindeten Nachbarort Schneppendorf zur Stadt Zwickau. Crossen liegt im Stadtbezirk Zwickau-Nord und trägt die amtliche Nummer 37.

## Geografische Lage

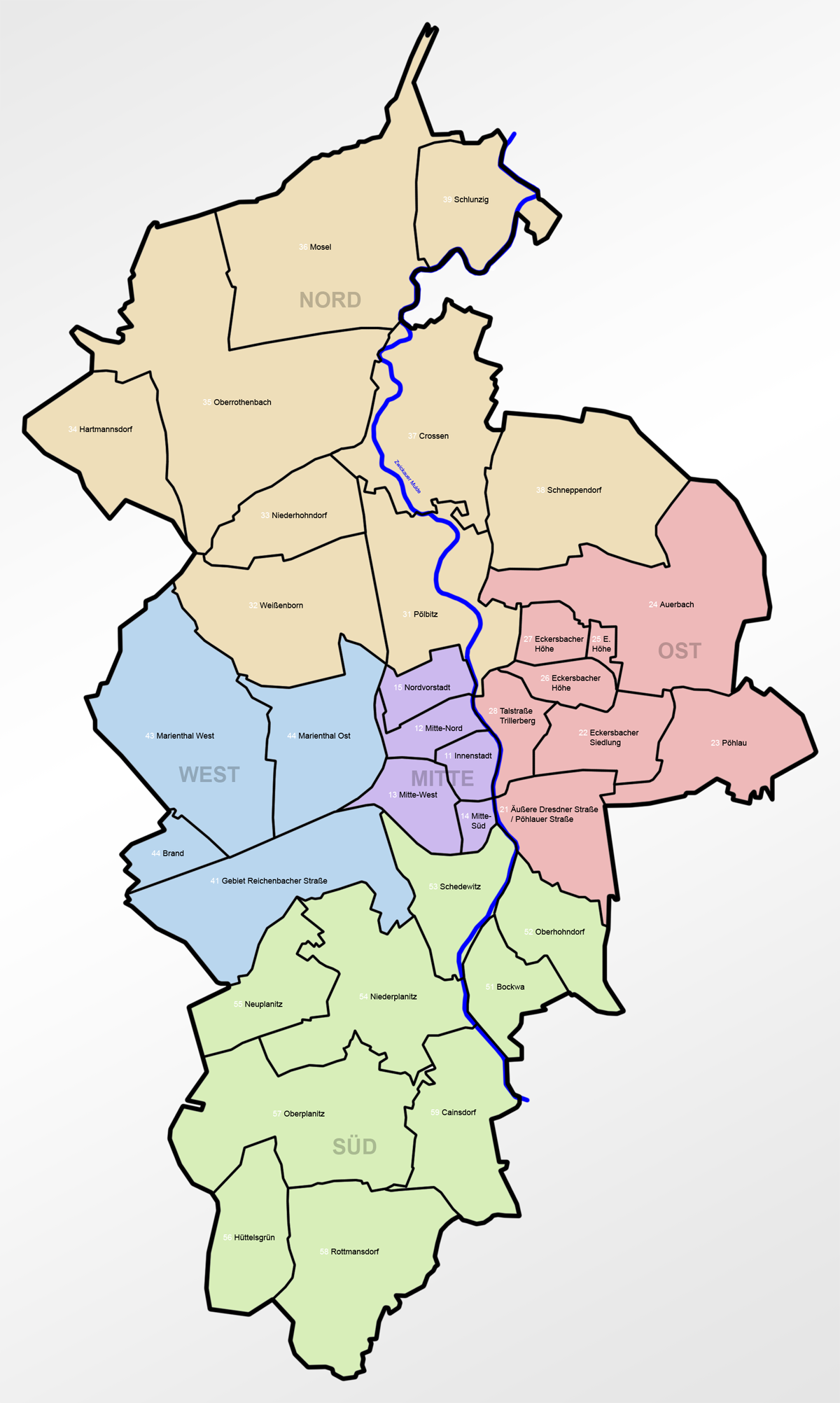
Stadtbezirke und Stadtteile von Zwickau

Crossen liegt im Norden von Zwickau, beiderseits der Zwickauer Mulde. Der Ort ist fast vollständig von Zwickauer Stadtteilen umgeben: im Westen liegen Niederhohndorf und Oberrothenbach, im Norden die Orte Mosel und der zur Gemeinde Mülsen gehörige Ortsteil Wulm, im Osten Schneppendorf und im Süden Pölbitz. Durch den Ortsteil verläuft der Muldentalradwanderweg und der Lutherweg Sachsen.

## Geschichte

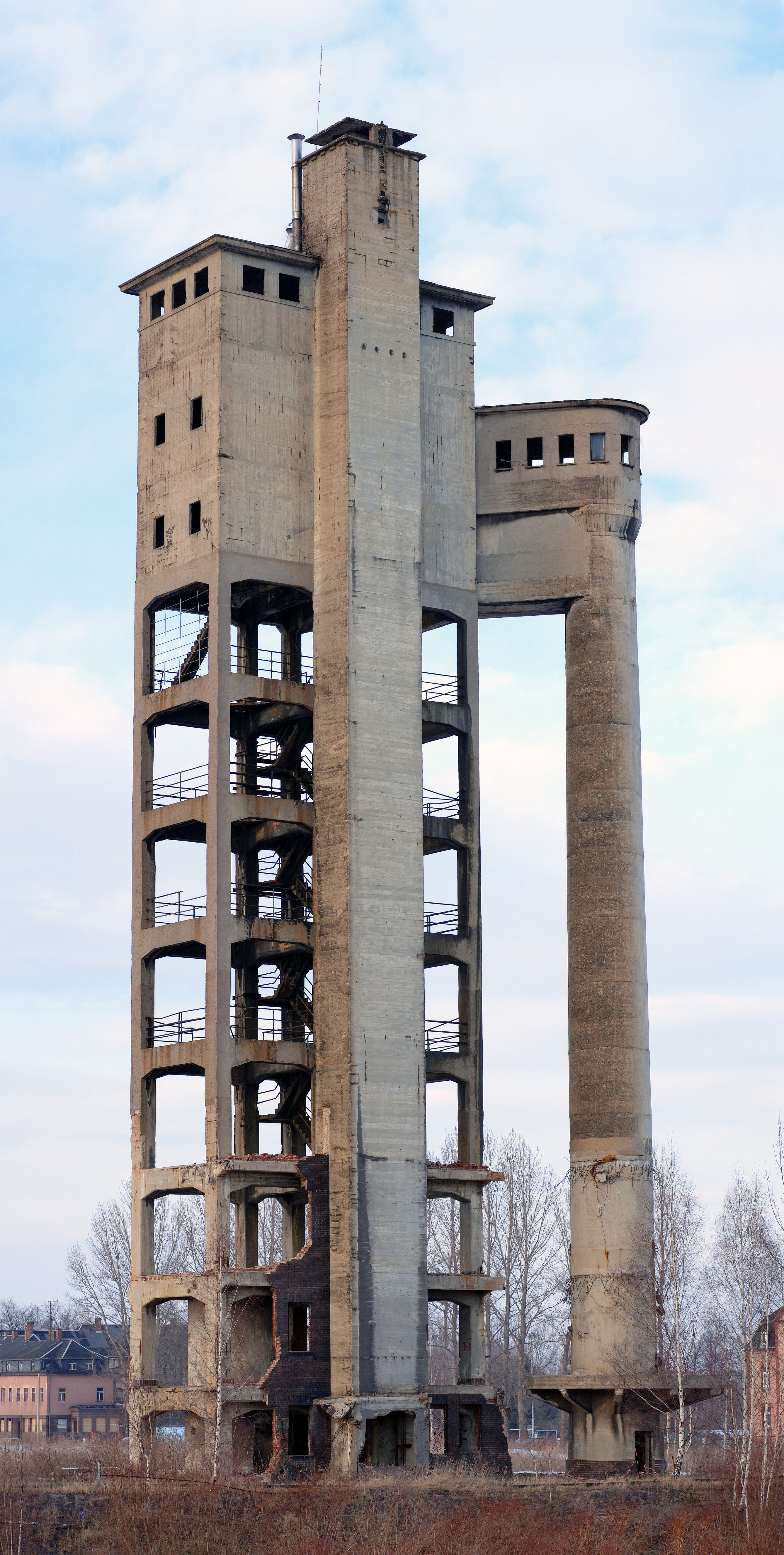
Der Crossener Säureturm: Sächsische Industriegeschichte – 2008 heimlich gesprengt

Crossen wurde 1219 das erste Mal unter dem Namen Crozne urkundlich erwähnt. Crozne bedeutet so viel wie „Geflochtenes“, was auf große Weidenbestände an der Zwickauer Mulde hinweist. Damals gehörte Crossen als zinsendes Dorf zum Kloster Eisenberg in Thüringen, dem es durch den Markgrafen Dietrich mit einer Schenkungsurkunde unterstellt wurde. Im Jahre 1254 wurde es vom Burggrafen Erkenbert von Starkenberg an das Grünhainer Kloster übergeben, welches ab 1289 volle Gerichtsbarkeit ausübte. Ab 1399 hatte Crossen eine Dorfschmiede und 1443 wurde die erste Mahlmühle gegründet und betrieben. Im Zuge der Einführung der Reformation wurde das Kloster Grünhain im Jahr 1533 säkularisiert. Nach dessen endgültiger Auflösung kam Crossen im Jahr 1536 unter die Verwaltung des kursächsischen Amts Zwickau.
Im Jahre 1571 wurde der erste Gemeindeschneider und 1594 der erste Gemeindehirte erwähnt. 1604 wurde zum ersten Mal von einem Lehrer berichtet. Der erste Schuhflicker fand 1708 erstmals Erwähnung und 1721 der erste Zimmerer. 1633 wütete in Crossen die Pest und 1865/1866 wurde Crossen von der Cholera heimgesucht. Da der Friedhof an der Kirche damals zu klein wurde, wurden die Opfer in einem neu angelegten Friedhof „Am Kuchel“ beerdigt. Im Jahr 1670 wurde eine Papiermühle angeschlossen. Crossen gehörte bis 1856 zum kursächsischen bzw. königlich-sächsischen Amt Zwickau. Im Jahr 1856 kam Crossen zum Gerichtsamt Zwickau und 1875 zur Amtshauptmannschaft Zwickau. Bereits seit 1867 hatte Crossen einen organisierten Brandschutz und 1900 wurde die Freiwillige Feuerwehr gegründet. Das Rathaus wurde 1926 eingeweiht.
Ab Ende der 1940er Jahre wurden durch die Wismut AG/SDAG in der hier ansässigen Papierfabrik C.F. Leonhardt Söhne Uranerz für die UdSSR aufbereitet. Von Crossen führt ein Schlauchförderer zur Absetzanlage Helmsdorf, dort wurden Abwässer und Schlamm aus der Erzaufbereitung abgelagert. Die Uranaufbereitungsanlage wurde 1989 stillgelegt und Ende der 1990er-Jahre vollständig abgerissen. Das Sanierungsprogramm inbegriffen Absetzanlage Helmsdorf soll bis 2018 abgeschlossen sein. Nur die Crossener Halde erinnert an diesen Teil der Geschichte von Zwickau. Das ehemalige Gelände der Uranaufbereitung ist Teil der Muldenaue.
1952 wurde Crossen dem Kreis Zwickau-Land im Bezirk Chemnitz (1953 in Bezirk Karl-Marx-Stadt umbenannt) zugeordnet. Seit 1990 gehörte Crossen zum sächsischen Landkreis Zwickau, der 1994 im Landkreis Zwickauer Land aufging. Nachdem Crossen im Jahr 1992 eine Verwaltungsgemeinschaft mit Schneppendorf eingegangen war, erfolgte am 1. Januar 1994 die Eingemeindung nach Crossen. Am 1. Oktober 1996 verlor die Gemeinde Crossen ihre Selbstständigkeit und wurde nach Zwickau eingemeindet. Heute gehört Crossen zum Stadtbezirk Zwickau-Nord und hat die amtliche Nummer 37. Gemeinsam mit dem Stadtteil Schneppendorf bildet Crossen seit der Eingemeindung die gemeinsame Ortschaft Crossen im Sinne der §§ 65 bis 69 der Sächsischen Gemeindeordnung mit einem Ortschaftsrat. Ortsvorsteher von 2000 bis 2004 war Walter Seifert, von 2004 bis 2019 war es Stefan Kramer, seit 2019 ist es Michael Hillert (CDU).

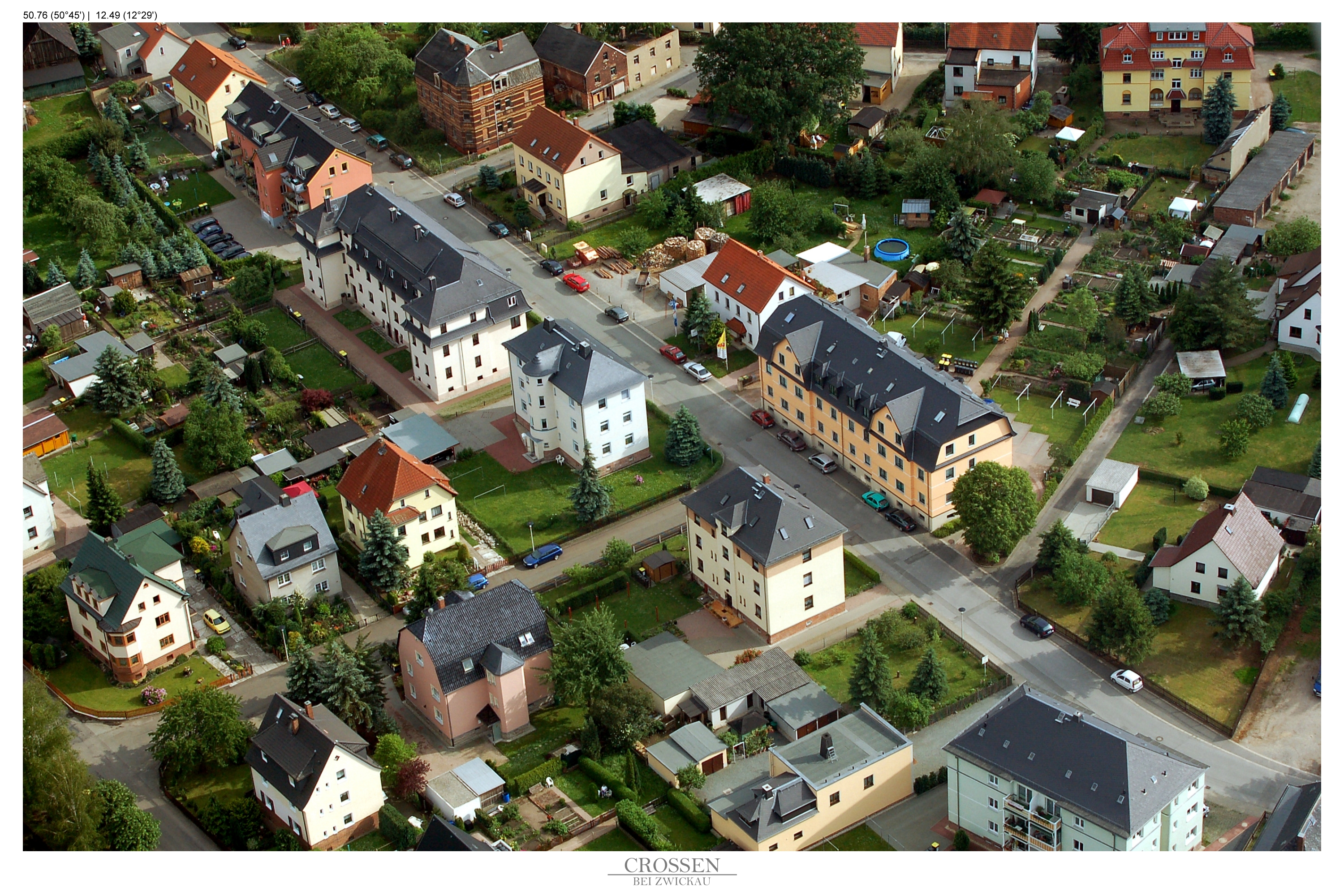
Luftbild von Crossen
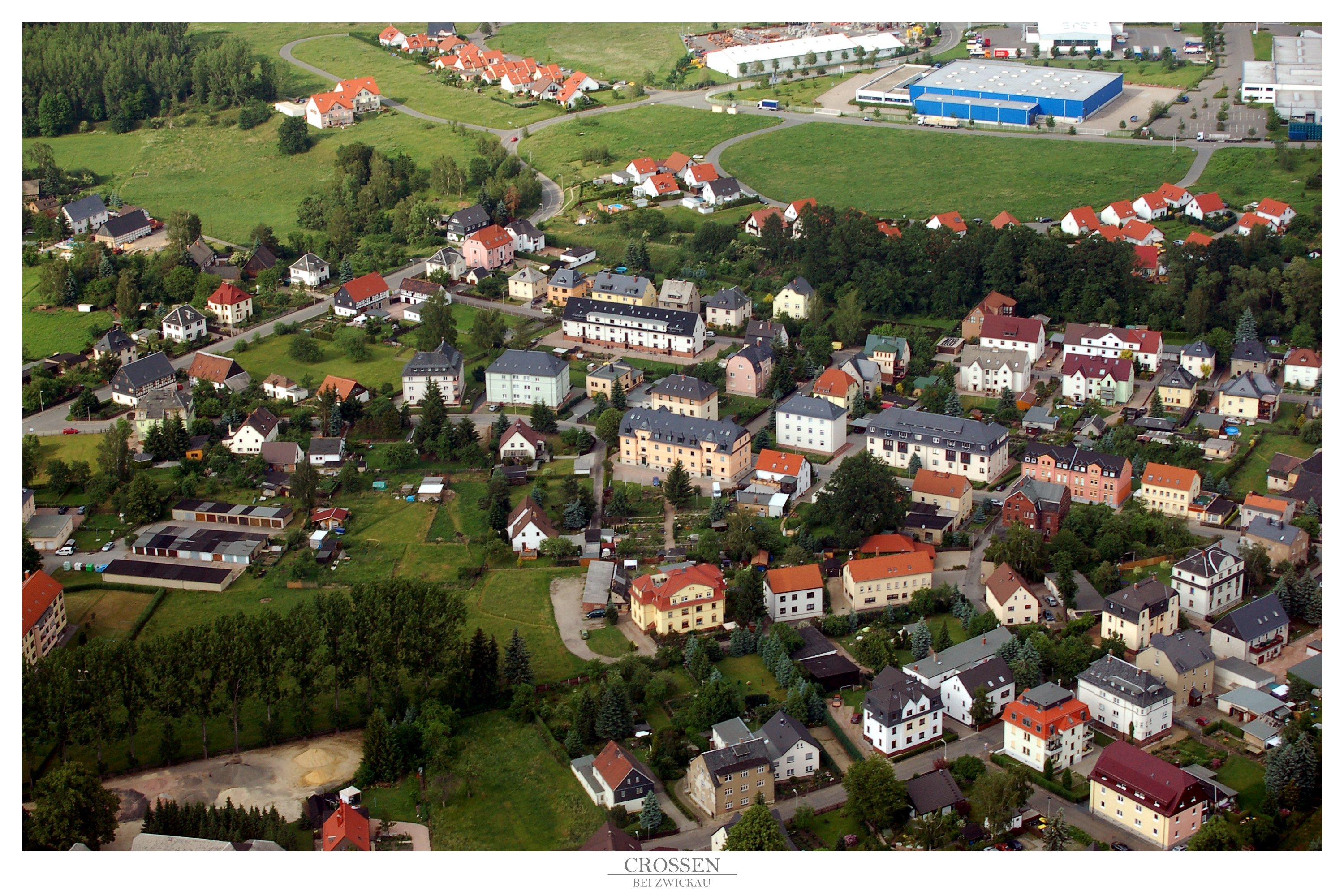
Wohngebiet Am Angerberg Richtung B93

Die letzten großen Hochwasser in Crossen traten in den Jahren 1932, 1954, 2002 und 2013 auf.

## Bevölkerungsentwicklung
| Datum             | Einwohnerzahl |
| ----------------- | ------------- |
| 31. Dezember 1998 | 1606          |
| 31. Dezember 1999 | 1614          |
| 31. Dezember 2000 | 1596          |
| 31. Dezember 2001 | 1591          |
| 31. Dezember 2002 | 1600          |
| 31. Dezember 2003 | 1565          |
| 31. Dezember 2004 | 1597          |
| 31. Dezember 2005 | 1620          |

| Jahr | Einwohnerzahl (Prognose) |
| ---- | ------------------------ |
| 2010 | 1600                     |
| 2015 | 1500                     |
| 2020 | 1450                     |

Quelle: Städtebauliches Entwicklungskonzept der Stadt Zwickau 2020 (Stand: Juni 2006).

## Wirtschaft und Infrastruktur

### Wirtschaft
Uranerz-Aufbereitungsanlage
Beginnend in der SBZ bis zum Ende der DDR produzierte hier der SAG Wismut-Großbetrieb (ab 1954 Objekt „AB 101“ der SDAG Wismut) in einer Uranerz-Aufbereitung den Grundstoff für das sowjetische Atombombenprogramm.
Gewerbegebiet Zwickau-Crossen
Nach dem Start der Autoproduktion im nahen Volkswagenwerk Zwickau siedelten sich im Gewerbegebiet Zwickau-Crossen außer einer Vielzahl von Kleinbetrieben aus unterschiedlichen Branchen auch einige VW-Zulieferer an.

### Verkehr
Straßen
Bis zum Neubau der B93/B 175 im Osten des Orts wurde der Fernverkehr über die „Leipziger Straße“ im Westen von Crossen geleitet. An der zur Schnellstraße ausgebauten B93/B175 besitzt Crossen eine gleichnamige Abfahrt.
Öffentlicher Nahverkehr
Das Zwickauer Zentrum kann man sowohl über die ÖPNV-Buslinie 173 in sehr kurzer Zeit erreichen. Der nächstgelegene Personenhalt an der Bahnstrecke Dresden–Werdau befindet sich im Nachbarort Oberrothenbach. Zwischen 1893 und 1999 hatte Crossen einen Güterbahnhof an der nur für den Güterverkehr genutzten Bahnstrecke Zwickau–Crossen–Mosel. Diese verlief parallel zur Bahnstrecke Dresden–Werdau.

## Freizeit und Sport
Freibad Crossen
In Crossen befindet sich ein Freibad. Es wurde 1926 eingeweiht und 2005 vom Förderverein Freibad Crossen e. V. übernommen. Die Stadt Zwickau wollte das Freibad aus Einsparungsgründen ursprünglich schließen.
Sportvereine
Die SDAG Wismut war früher Trägerbetrieb des Crossener Sports. Von 1976 bis zur politischen Wende spielte der Verein TSV Crossen in der Bezirksliga, der dritthöchsten DDR-Spielklasse. Die Spieler kamen durchweg vom Oberligisten BSG Sachsenring Zwickau. Heute heißt der Verein TSV Crossen, der in der achtklassigen Bezirksklasse Chemnitz spielt.

## Persönlichkeiten
- Paul Christoph Zeidler (1660–1729), Bergmeister
- Gerhard Kreyssig (1899–1982), Politiker (SPD), MdB
- Reinhard Eiben (* 1951), Kanute
- Werner-Hans Schlegel  (1915–2003), Maler und Grafiker (1996 – Verleihung des Ehrenbürgerrechts)[20]
- Christian Gottlieb Leonhardt, Gründer der Papierfabrik Crossen (18. Dezember 1924 – Verleihung des Ehrenbürgerrechts)[20]